# Louis Blosse
Louis Blosse, né le 18 janvier 1753 à Saint-Pouange (Aube), mort le 27 octobre 1793 à la Bataille d'Entrammes (Mayenne), est un général de brigade de la Révolution française.

## États de service
Il entre en service dans les troupes coloniales le 15 septembre 1770, incorporé au régiment irlandais de Clare le 18 janvier 1771, il fait aux Indes les campagnes de 1771 et de 1772 et est congédié le 17 juin 1775. 
Il se rengage au dépôt des colonies le 17 juillet suivant, passe au régiment de la Guadeloupe le 1er décembre 1778, il est nommé lieutenant de chasseurs en avril 1785 et capitaine au 109e d’infanterie le 16 septembre 1792 et il est à l'avant-garde de l'armée des Côtes de Brest. 
Il est commandant temporaire d'Ancenis lorsque les représentants Merlin, Gillet et Cavaignac le nomment adjudant-général chef de bataillon en juillet 1793. Confirmé dans ce grade le 8 août, il sort de Nantes le 26, avec le général Canclaux et met en fuite les rebelles vendéens. Le 5 septembre il défend le poste des Sorinières et est légèrement blessé. Le 13, il est attaqué par les Vendéens au poste du village du Chêne et il les repousse vigoureusement. Le 17, il prend part au combat de Vertou et est promu, le 30 septembre 1793, adjudant-général chef de brigade. 
Le 6 octobre 1793, il participe à la combat de Tiffauges et reçoit le 16 octobre 1793, le grade de général de brigade provisoire, en même temps que François Séverin Marceau. Le lendemain, il remporte avec ses grenadiers la bataille de Cholet. Après cette victoire il est chargé le 20 octobre, de désarmer la rive gauche jusqu'à Saint-Florent. 
Le 27 octobre 1793, à la bataille d'Entrammes, il essaye vainement de rallier les troupes et quoique frappé d'une balle à la tête, il veut défendre avec quelques hommes le pont de Château-Gontier et il y périt avec la plupart de ses compagnons.

## Sources
- Jacques Charavay, Les Généraux morts pour la patrie : 1792-1871 ; notices biographiques, Paris, Société de l’histoire de la Révolution française, 1893.
- https://archive.org/stream/lesgenerauxmor00char/lesgenerauxmor00char_djvu.txt
- http://www.napoleon-series.org/research/frenchgenerals/c_frenchgenerals6.html
- La vendée patriote, 1793 - 1800 - volume 2 par Charles-Louis Chassin (page 554)
- https://archive.org/stream/lesgenerauxmor00char/lesgenerauxmor00char_djvu.txt